# Бучине
Бу̀чине (на италиански: Bucine) е малък град и община в централна Италия, провинция Арецо, регион Тоскана. Разположен е на 249 m надморска височина. Населението на общината е 10 194 души (към 2010 г.).